# DREAM選手一覧
DREAM選手一覧（ドリームせんしゅいちらん）とは、総合格闘技イベント「DREAM」に参戦経験がある選手の一覧。

## ヘビー級（93.1kg以上）
- アリスター・オーフレイム（ オランダ）
- 石井慧（ 日本）
- イ・グァンボム（ 韓国）
- イ・テヒョン（ 韓国）
- イマニー・リー（ アメリカ合衆国）
- ガジエフ・アワウディン（ ロシア）
- ジェームス・トンプソン（ イギリス）
- ジェフ・モンソン（ アメリカ合衆国）
- ジミー・アンブリッツ（ アメリカ合衆国）
- ジョシュ・バーネット（ アメリカ合衆国）
- セルゲイ・ハリトーノフ（ ロシア）
- チェ・ホンマン（ 韓国）
- ホセ・カンセコ（ キューバ）
- ボブ・サップ（ アメリカ合衆国）
- マイティ・モー（ アメリカ合衆国）
- マーク・ハント（ ニュージーランド）
- ミルコ・クロコップ（ クロアチア）
- ヤン"ザ・ジャイアント"ノルキヤ（ 南アフリカ共和国）

## ライトヘビー級（93kg以下）
- 泉浩（ 日本）
- ゲガール・ムサシ（ オランダ）
- ジェイク・オブライエン（ アメリカ合衆国）
- ソクジュ（ カメルーン）
- トレヴァー・プラングリー（ 南アフリカ共和国）
- 水野竜也（ 日本）

## ミドル級（84kg以下）
- 秋山成勲（ 日本）
- イアン・マーフィー（ アメリカ合衆国）
- 石澤常光（ 日本）
- 大山峻護（ 日本）
- カール・アモーゾ（ フランス）
- キム・デウォン（ 韓国）
- 金泰泳（ 日本）
- ジェイソン・"メイヘム"・ミラー（ アメリカ合衆国）
- ジェシー・テイラー（ アメリカ合衆国）
- 柴田勝頼（ 日本）
- ゼルグ・"弁慶"・ガレシック（ クロアチア）
- 田村潔司（ 日本）
- デニス・カーン（ カナダ）
- 外岡真徳（ 日本）
- 中村和裕（ 日本）
- パウロ・フィリォ（ ブラジル）
- ハレック・グレイシー（ ブラジル）
- 福田力（ 日本）
- 船木誠勝（ 日本）
- ホナウド・ジャカレイ（ ブラジル）
- マゴメド・スルタンアクメドフ（ ロシア）
- ミノワマン（ 日本）
- ムリーロ・ニンジャ（ ブラジル）
- メルヴィン・マヌーフ（ オランダ）
- ユン・ドンシク（ 韓国）
- ルビン・"Mr.ハリウッド"・ウィリアムズ（ アメリカ合衆国）

## ウェルター級（76kg以下）
- アンドリュース・ナカハラ（ ブラジル）
- アンドレ・ガウヴァオン（ ブラジル）
- 池本誠知（ 日本）
- 井上克也（ 日本）
- 桜庭和志（ 日本）
- 桜井"マッハ"速人（ 日本）
- ジェイソン・ハイ（ アメリカ合衆国）
- ジョン・アレッシオ（ カナダ）
- 白井祐矢（ 日本）
- タレック・サフィジーヌ（ ベルギー）
- 長南亮（ 日本）
- ニック・ディアス（ アメリカ合衆国）
- ペ・ミョンホ（ 韓国）
- マリウス・ザロムスキー（ リトアニア）
- 宮澤元樹（ 日本）
- 門馬秀貴（ 日本）
- ヤン・カブラル（ ブラジル）

## ライト級（70kg以下）
- 青木真也（ 日本）
- アドリアーノ・マルチンス（ ブラジル）
- アルトゥール・ウマハノフ（ ロシア）
- アンディ・オロゴン（ ナイジェリア）
- アンドレ・ジダ（ ブラジル）
- ヴィラミー・シケリム（ ブラジル）
- エディ・アルバレス（ アメリカ合衆国）
- 北岡悟（ 日本）
- 菊野克紀（ 日本）
- KJ・ヌーン（ アメリカ合衆国）
- ジョシュ・トムソン（ アメリカ合衆国）
- J.Z.カルバン（ ブラジル）
- チョン・ブギョン（ 韓国）
- デイビッド・ガードナー（ アメリカ合衆国）
- トッド・ムーア（ アメリカ合衆国）
- 永田克彦（ 日本）
- 中村K太郎（ 日本）
- 中村大介（ 日本）
- パーキー（ 韓国）
- ビトー・シャオリン・ヒベイロ（ ブラジル）
- 弘中邦佳（ 日本）
- ブルーノ・カルバーリョ（ ブラジル）
- ブラックマンバ（ カナダ）
- 朴光哲（ 日本）
- メルカ・バラクーダ（ アメリカ合衆国）
- マーカス・アウレリオ（ アメリカ合衆国）
- リッチ・クレメンテ（ アメリカ合衆国）
- 光岡映二（ 日本）
- ルイス・ブスカペ（ ブラジル）
- ロス・エバネス（ アメリカ合衆国）

## フェザー級（65kg以下）
- 石田光洋（ 日本）
- 宇野薫（ 日本）
- エイブル・カラム（ アメリカ合衆国）
- 小見川道大（ 日本）
- 川尻達也（ 日本）
- キコ・ロペス（ アメリカ合衆国）
- キム・ジョンウォン（ 韓国）
- KODO（ 日本）
- コール・エスコベド（ アメリカ合衆国）
- 昇侍（ 日本）
- ジョセフ・ベナビデス（ アメリカ合衆国）
- ジョン・ヨンサム（ 韓国）
- 高谷裕之（ 日本）
- チェイス・ビービー（ アメリカ合衆国）
- 西浦"ウィッキー"聡生（ 日本）
- 松本晃市郎（ 日本）
- ミカ・ミラー（ アメリカ合衆国）
- 宮下トモヤ（ 日本）
- 宮田和幸（ 日本）
- ヨアキム・ハンセン（ ノルウェー）
- リオン武（ 日本）

## バンタム級（61kg以下）
- アントニオ・バヌエロス（ アメリカ合衆国）
- 今成正和（ 日本）
- 大沢ケンジ（ 日本）
- 大塚隆史（ 日本）
- コール・エスコベド（ アメリカ合衆国）
- 昇侍（ 日本）
- ジョー・ウォーレン（ アメリカ合衆国）
- ダレン・ウエノヤマ（ アメリカ合衆国）
- DJ.taiki（ 日本）
- 所英男（ 日本）
- 中村優作（ 日本）
- ホドルフォ・マルケス・ディニス（ ブラジル）
- ビビアーノ・フェルナンデス（ ブラジル）
- 藤原敬典（ 日本）
- 前田吉朗（ 日本）
- 山崎剛（ 日本）
- 山本篤（ 日本）
- 山本"KID"徳郁（ 日本）
- ユサップ・サーデュラエフ（ ロシア）